# Ciondolino
Ciondolino è un romanzo di Vamba, pseudonimo di Luigi Bertelli, pubblicato nel 1895 dall'editore fiorentino Bemporad. Con quest'opera, l'autore dà il via alla sua produzione di scritti dedicati al mondo dell'infanzia.

## Trama
Tre bambini tra loro fratelli, Maurizio, Giorgina e Gigino (detto Ciondolino perché spesso gli esce un lembo di camicia ciondolante dai calzoncini rotti sul posteriore) devono passare l'estate a studiare per gli esami di riparazione. Mentre si trovano all'aperto, vicino alla loro villa di campagna, esprimono tutti il desiderio di diventare insetti per non dover più studiare: Maurizio vorrebbe diventare un grillo, Giorgina una farfalla e Gigino un formicolino. Uno strano individuo che ha ascoltato i loro discorsi li prende in parola ed esaudisce all'istante i loro desideri.
Gigino si ritrova così ad uscire da un uovo di formica. A prendersi cura di lui è un'altra formica di nome Fusca, che lo nutre e gli spiega la fisiologia e l'organizzazione sociale della specie cui adesso appartiene, facendogli visitare il formicaio; Gigino (che ha conservato il suo "ciondolino" anche come insetto) scopre così che anche le formiche debbono studiare: in particolare, quando una formica-professore si mette ad usare dei termini latini per parlare ai suoi allievi delle altre specie d'insetto, la cosa gli provoca degli attacchi di mal di pancia.
L'attacco delle formiche ad un lombrico e lo stratagemma ideato per portarlo dentro al formicaio, scavando una nuova galleria sotto la sua carcassa, affascinano Ciondolino, che inizia a coltivare velleità militari. Ha il modo di mettersi in mostra quando il formicaio subisce un attacco di formiche rossastre, venute a razziare le provviste e a prendere prigionieri da usare come schiavi. Grazie alla sua strategia l'assalto viene respinto; si assicura poi l'alleanza di coleotteri bombardieri, che producono un gas potenzialmente letale, e progetta un attacco in grande stile al formicaio nemico, vedendosi già incoronato imperatore delle formiche o, magari, di tutti gli insetti. La battaglia campale contro le formiche rossastre, grazie anche ai bombardieri, ha un esito positivo per le truppe di Ciondolino, ma queste al ritorno trovano il loro formicaio occupato dalle rossastre che avevano abbandonato il campo prima della disfatta. Gigino è fatto prigioniero e, accusato di condotta sleale (per l'alleanza coi bombardieri) e di usurpazione, è condannato allo smembramento. Gli vengono asportate le due zampe mediane, ma viene poi salvato dall'intervento di una vespa del genere Pompilus che uccide le formiche rossastre, ma nulla può contro la corazza, ricavata da un seme di canapa, che Gigino si è costruito. La formica si guadagna il rispetto della vespa e, prima di lasciare il formicaio, ricompone i corpi della sua cara nutrice Fusca e del professore, vittime dell'occupazione.
Ciondolino desidera tornare alla sua casa da essere umano, con un rampicante d'uva salamanna sulla facciata, per rivedere sua madre; durante il suo cammino fa la conoscenza di un cinipe appena nato che, volando, riesce ad indicargli la direzione di casa, quindi di un'altra vespa assassina (dalle cui grinfie fa scappare un grillo nel quale desiderava deporre le uova) e di un formicaleone. Attraversa uno stagno appoggiandosi prima su una notonetta, quindi su un'idrometra, e giunge in una tana occupata da bombi che gli ispirano simpatia e nella quale si adatta a trascorrere la notte. Qui si trova anche un'ape che aveva il nido proprio sulla vite della casa di Gigino ma ne era stato scacciato da un altro insetto. Dopo un'intera giornata di cammino, Gigino riesce a raggiungere la sua antica casa e, avendo scacciato l'ape usurpatrice, a restituire il nido alla sua legittima proprietaria. Cerca poi un modo per entrare nell'abitazione, ma la porta non lascia il più piccolo spiraglio e non riesce a passare nemmeno attraverso il meccanismo della serratura. L'unica strada è rappresentata dallo scavo di un Sirice giovenco, una vespa del legno, che nella necessità di uscire prima della sua metamorfosi arriva a rodere persino del metallo.
Per salvare la vita al sirice, ora divenuto un insetto perfetto, Gigino salta addosso alla cameriera Lisa pungendola; passa poi sul cappello dello zio Tommaso, dal quale cade quando, uscito per la sua passeggiata, se lo alza per salutare il professore di latino di Gigino. Trovatosi nuovamente lontano da casa, il ragazzo-formica incontra una colonia di formiche messicane, assieme a tre delle quali viene ghermito da un torcicollo, che sentendo sotto il becco il seme di canapa lo sputa. 
Ciondolino sale quindi su una rosa, dove incontra un'ape di nome Dolcina che gli spiega in maniera poetica il processo dell'impollinazione. Segue poi con lo sguardo il volo dell'ape verso l'arnia, ma fa la stessa cosa anche una sfinge testa di morto che desidera rubare il miele che vi è contenuto. Gigino decide di andare ad avvertire le api e lungo il percorso reincontra le formiche Grantanaglia e Testagrossa, in passato suoi aiutanti di campo. Testagrossa cade vittima di un formicaleone; le altre due formiche riescono invece a raggiungere l'arnia poco dopo l'arrivo della sfinge testa di morto, che grazie al loro intervento viene mutilata di zampe ed ali. Le api decidono di mummificarla poiché non sono in grado di buttarla fuori dall'alveare ed accolgono le formiche con grandi manifestazioni di gratitudine. Nel miele che un giorno gli viene servito, Gigino riconosce il sapore dell'uva salamanna di casa sua e chiede la collaborazione dell'ape che ne ha preso il nettare. Presto però la nascita di una nuova ape regina getta l'alveare nello scompiglio. Per evitare una guerra civile, la regina uscente decide di sciamare altrove; tra quelle che la seguono vi sono Dolcina e l'ape dell'uva salamanna.
Dato che sono rimaste poche api memori dell'impresa eroica di Ciondolino e Grantanaglia, le due formiche decidono di andarsene dall'alveare. Ritrovano la vecchia regina ed il suo seguito e con loro vengono catturate da un apicultore che Gigino riconosce per un amico di suo padre, ma che si lascia anche sfuggire la regina al momento d'introdurla nell'arnia, e con lei tutto lo sciame. Ciondolino si rimette in marcia con Grantanaglia e rincontra il Sirice, che procura loro un riparo in un nido abbandonato dalle api legnaiuole uscite dallo stato di ninfe. Grazie alle amicizie che stringe con i vari insetti della zona, Ciondolino dota la tana di molte comodità e fa la conoscenza di un bruco geometra. Un giorno viene un naturalista ad osservarli; il bruco, sotto i suoi occhi, si contorce in modo da formare le varie lettere della parola "STUPIDO" e Ciondolino capisce che un tempo, come lui, doveva essere stato umano. Il bruco infatti si rivela essere sua sorella Giorgina, che inizia a raccontargli le sue traversie.

## Edizioni
- Vamba, Ciondolino: libro per ragazzi, illustrazioni di Carlo Chiostri, Firenze, Bemporad, 1895.
- Vamba, Ciondolino: libro per i ragazzi, collana Biblioteca Bemporad per i ragazzi, illustrazioni di Carlo Chiostri, n. 71, 13ª ed., Firenze, Bemporad, 1930.
- Vamba, Ciondolino: libro per i ragazzi, illustrazioni di Attilio Mussino, Firenze, Bemporad, 1931.
- Vamba, Ciondolino: libro per i ragazzi, illustrazioni di Vinicio Berti, 26ª ed., Firenze, Giunti Marzocco, 1955.
- Vamba, Ciondolino, a cura di Piera Monti, n. 49, La biblioteca, Milano, Mursia, 1982.
- Vamba, Ciondolino: libro per i ragazzi, collana I tascabili del bibliofilo, illustrazioni di Carlo Chiostri, n. 25, Milano, Longanesi, 1985, ISBN 88-304-0543-4.
- Vamba, Ciondolino, collana Topo di biblioteca, Torino, Piccoli, 1985.
- Vamba, Ciondolino, illustrazioni di Lorenzo Artico, Corticelli 183, Milano, Mursia, 1996.
- Vamba, Ciondolino, Le pulci con gli occhiali, Torino, La Spiga, 1995, ISBN 88-7100-545-7.
- Vamba, Ciondolino, percorsi didattici a cura di Silvia Castelletto, Torino, Piccoli, 1995, ISBN 88-261-7011-8.
- Vamba, Ciondolino, illustrazioni di Alessandro Nespolino, Tascabili Corticelli, Milano, Mursia, 1996, ISBN 88-425-2003-9.
- Vamba, Ciondolino, illustrazioni di Alessandro Nespolino, San Giorgio a Cremano, Medusa, 2005, ISBN 88-87655-40-5.
- Vamba, Ciondolino: libro per i ragazzi, illustrazioni di Attilio Mussino, Firenze, Giunti junior, 2005, ISBN 88-09-04098-8.
- Vamba, Ciondolino, a cura di Laura Nacci, n. 69, Le Melusine, Milano, Greco & Greco, 2008, ISBN 978-88-7980-446-2.
- Vamba, Ciondolino, Classici per ragazzi, Villaricca, Cento autori, 2017, ISBN 978-88-6872-111-4.